# Mistrzostwa Ukrainy w piłce nożnej (2000/2001)
Mistrzostwa Ukrainy w piłce nożnej – sezon 2000/2001 – X Mistrzostwa Ukrainy, rozgrywane systemem jesień – wiosna, w których 14 zespołów Wyszczej Lihi walczyli o tytuł Mistrza Ukrainy. Persza Liha składała się z 18 zespołów. Druha Liha w grupie A liczyła 16 zespołów, w grupie B – 15 zespołów, a w grupie W – 16 zespołów.
- Mistrz Ukrainy: Dynamo Kijów
- Wicemistrz Ukrainy: Szachtar Donieck
- Zdobywca Pucharu Ukrainy: Szachtar Donieck
- start w eliminacjach Ligi Mistrzów: Dynamo Kijów, Szachtar Donieck
- start w Pucharze UEFA: Dnipro Dniepropietrowsk, CSKA Kijów
- start w Pucharze Intertoto: Tawrija Symferopol
- awans do Wyszczej Lihi: Zakarpattia Użhorod, Polihraftechnika Oleksandria
- spadek z Wyszczej Lihi: Stal Ałczewsk, Nywa Tarnopol
- awans do Pierwszej Lihi: Polissia Żytomierz, Obołoń Kijów, Naftowyk Ochtyrka
- spadek z Pierwszej Lihi: FK Czerkasy, Spartak Sumy, Bukowyna Czerniowce
- awans do Druhiej Lihi: SKA-Orbita Lwów, Kowel-Wołyń Kowel, Dnister Owidiopol, Akademia Irpień, Zakarpattia-2 Użhorod, Czornohora Iwano-Frankowsk, Stal Dnieprodzierżyńsk, Metałurh-2 Donieck, Torpedo Zaporoże, Dynamo Symferopol, Borysfen-2 Boryspol, Obołoń-2 Kijów, Czajka-WMS Sewastopol
- spadek z Druhiej Lihi: Prykarpattia-2 Iwano-Frankowsk, FK Czerkasy-2, Krywbas-2 Krzywy Róg, SDJuSzOR-Metałurh Zaporoże

- Premier-liha (2000/2001)
- II liga ukraińska w piłce nożnej (2000/2001)
- III liga ukraińska w piłce nożnej (2000/2001)